# Blondelia verticale
Blondelia verticale là một loài ruồi trong họ Tachinidae.